# Assago
Assago is een gemeente in de Italiaanse metropolitane stad Milaan (regio Lombardije) en telt 7780 inwoners (31-12-2004). De oppervlakte bedraagt 8,1 km², de bevolkingsdichtheid is 928 inwoners per km².

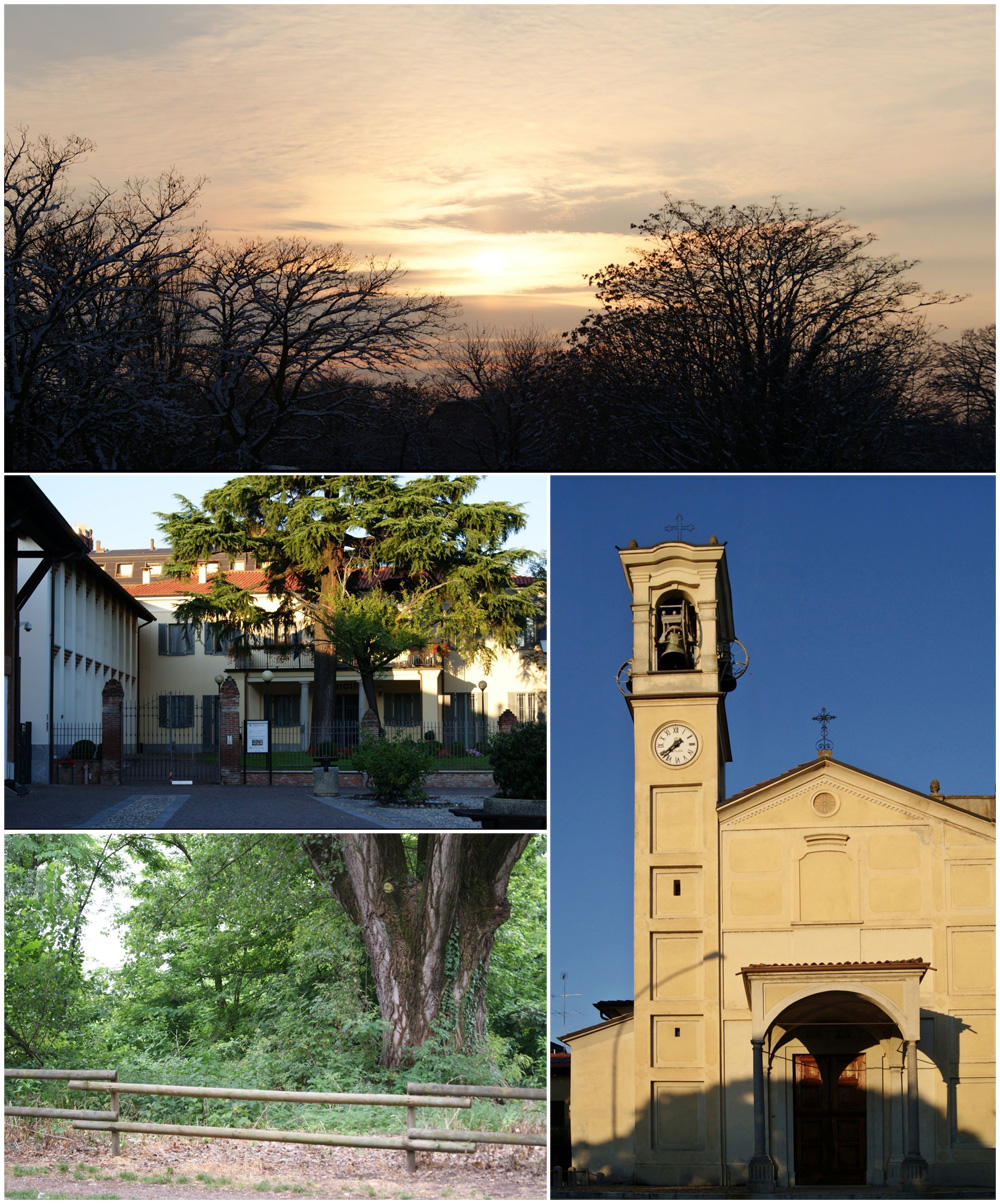
Assago
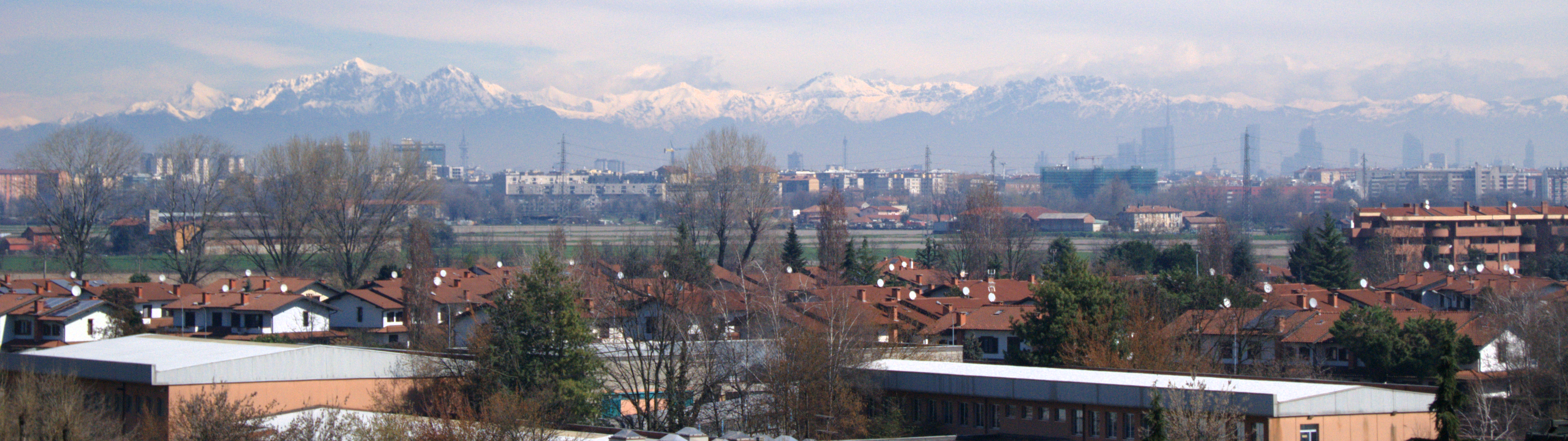
Assago
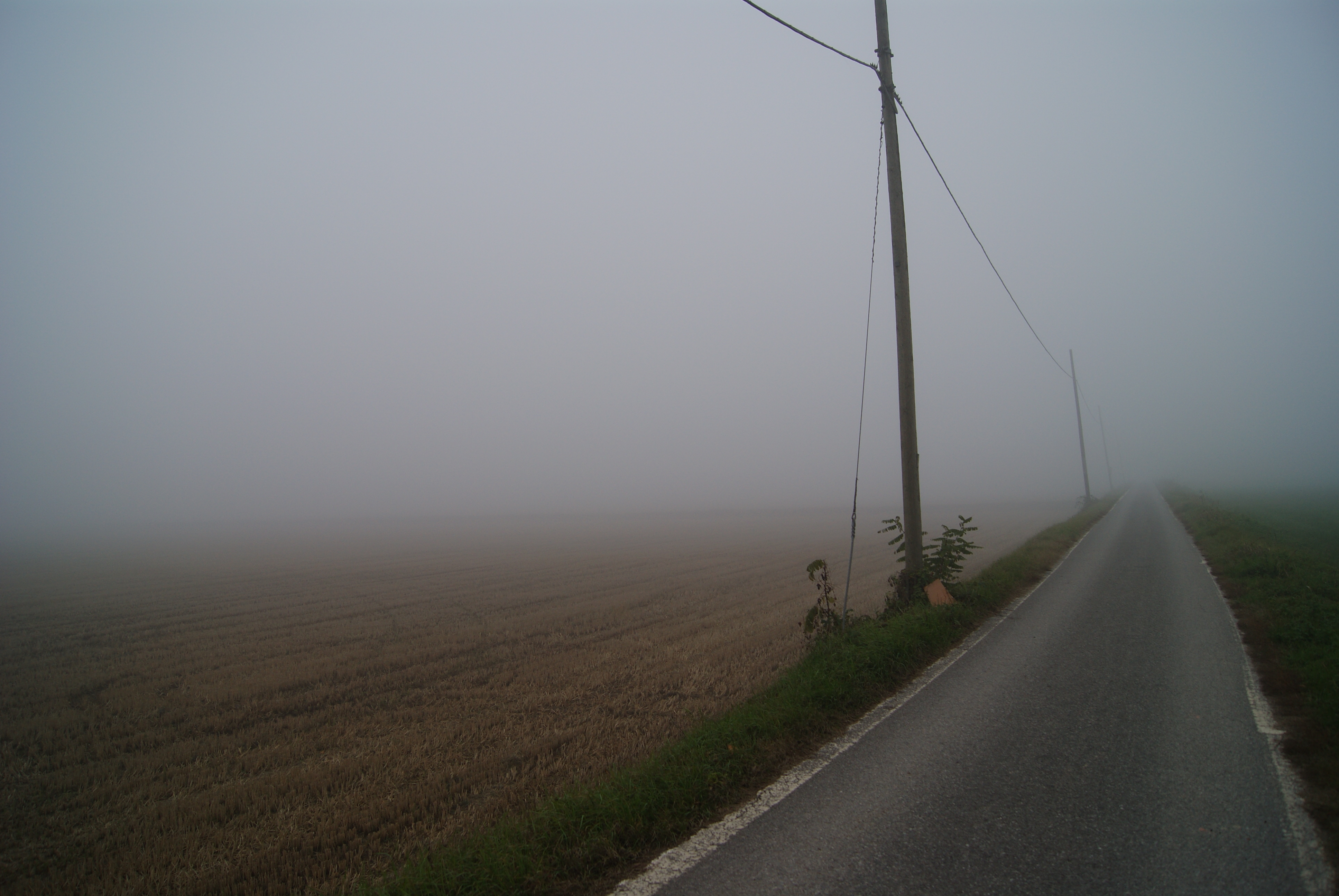
Nebbia
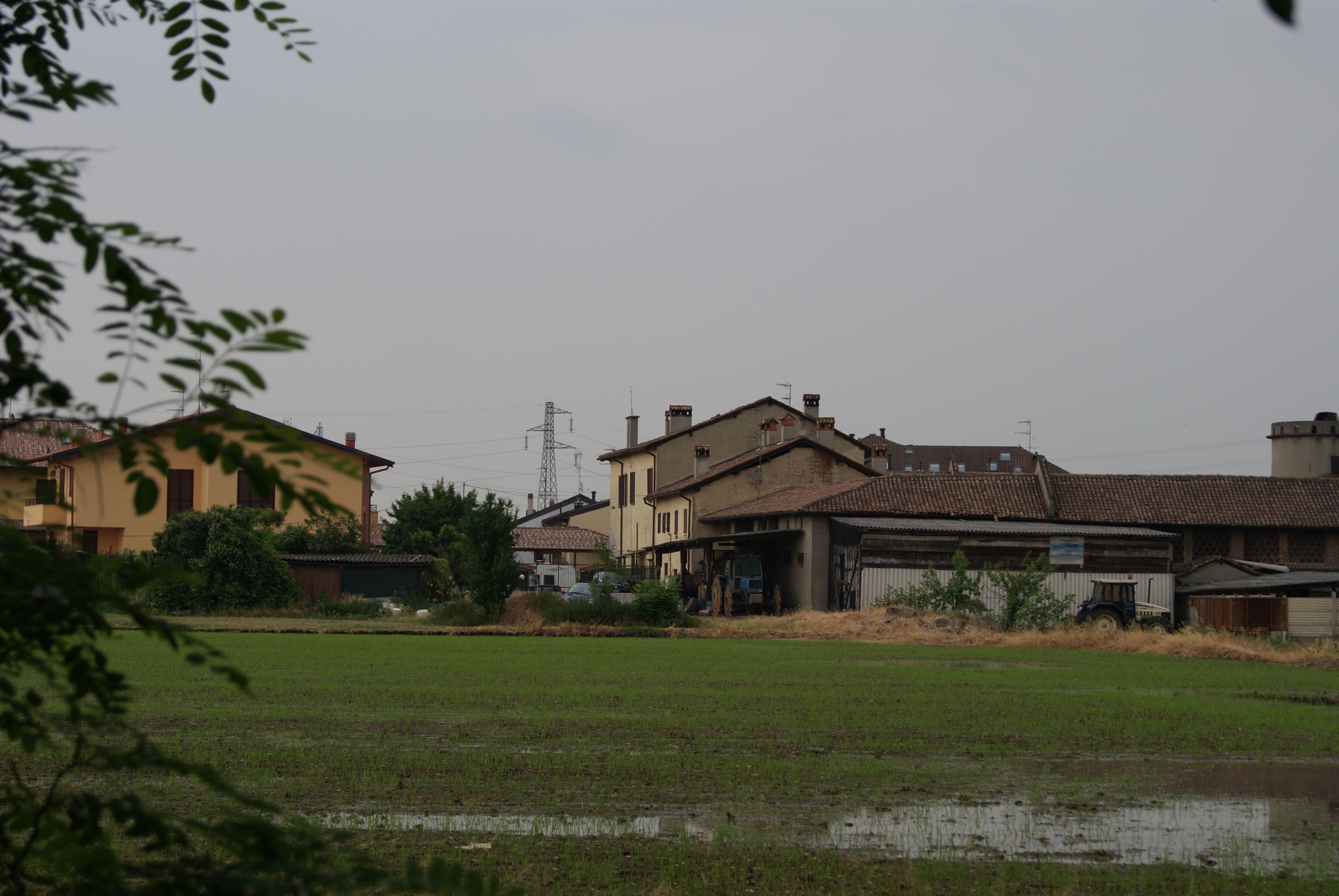
Cascina Bazzana Superiore

## Demografie
Assago telt ongeveer 2992 huishoudens. Het aantal inwoners steeg in de periode 1991-2001 met 17,6% volgens cijfers uit de tienjaarlijkse volkstellingen van ISTAT.
| Jaar | Inwoneraantal |
| ---- | ------------- |
| 1991 | 6332          |
| 2001 | 7447          |

## Geografie
Assago grenst aan de volgende gemeenten: Milaan, Buccinasco, Zibido San Giacomo, Rozzano.